# Katarzyna Szyngiera
Katarzyna Szyngiera (ur. 1986 w Gdańsku) – polska reżyserka teatralna.
Absolwentka Wydziału Reżyserii Dramatu PWST w Krakowie, Wiedzy o Teatrze Akademii Teatralnej w Warszawie oraz kursów Studio Prób i Ekran+ w Szkole Wajdy.
Laureatka Paszportu Polityki 2023 w kategorii TEATR wręczonego w styczniu 2024 za reżyserię spektaklu 1989 oraz nagród: O!LŚNIENIA 2023, wyróżnienia im. Zygmunta Hübnera ZŁOTY PROLOG, Nagrody Teatralnej Miasta Gdańska, tytułu POMORZANKA ROKU oraz Nagrody Miasta Gdańska w Dziedzinie Kultury SPLENDOR GEDANENSIS. 
Laureatka Lauru Konrada XX Festiwalu „Interpretacje” za spektakl „Lwów nie oddamy!”.
Laureatka głównej nagrody VI Koszalińskich Konfrontacji Młodych m-teatr 2015 za spektakl Świadkowie albo nasza mała stabilizacja. 
Laureatka konkursu na inscenizację dawnych dzieł literatury polskiej „Klasyka żywa”, w ramach którego realizowała dramat Tadeusza Różewicza „Świadkowie albo Nasza mała stabilizacja” w Teatrze Współczesnym w Szczecinie. 
Współautorka reportaży Swarka, Wycieczka na dżihad, Matki dżihadystów (z Mirosławem Wlekłym).

## Realizacje
- Bukowski Show, Akademia Teatralna w Warszawie (2008)
- Przypisy do powstania, Muzeum Powstania Warszawskiego (2010)
- Autobus jedzie, Malta Festival (2011)
- Sferia, na podstawie tekstu Magdy Kupryjanowicz, Teatr Polskim w Bielsku-Białej (2013)
- Tajemniczy Ogród, tekst Agnieszki Jakimiak inspirowany powieścią Frances Hodgson Burnett pod tym samym tytułem, Teatr Współczesny we Wrocławiu (2014)
- Świadkowie albo Nasza mała stabilizacja, Teatr Współczesny w Szczecinie (2015)
- Swarka, Teatr Polski w Bydgoszczy (2015)
- Zgaga, teatr telewizji zrealizowany w ramach serii Teatroteka na podstawie dramatu Ewy Madeyskiej (2015)
- Jak to dobrze, że mamy pod dostatkiem, na podstawie +++ (Trzema krzyżykami) i Ciągu dalszego Helmuta Kajzara, Wrocławski Teatr Współczesny (2016)
- Bóg w dom, Teatr Polski w Bydgoszczy (2017)
- Feinweinblein, według dramatu Weroniki Murek, Teatr Współczesny w Szczecinie (2017)
- Pożar Reichstagu, Bałtycki Teatr Dramatyczny w Koszalinie (2018)
- 1898, Teatr im. Juliusza Słowackiego w Krakowie, Gdański Teatr Szekspirowski (2021)